# قناة المحو الثنائية

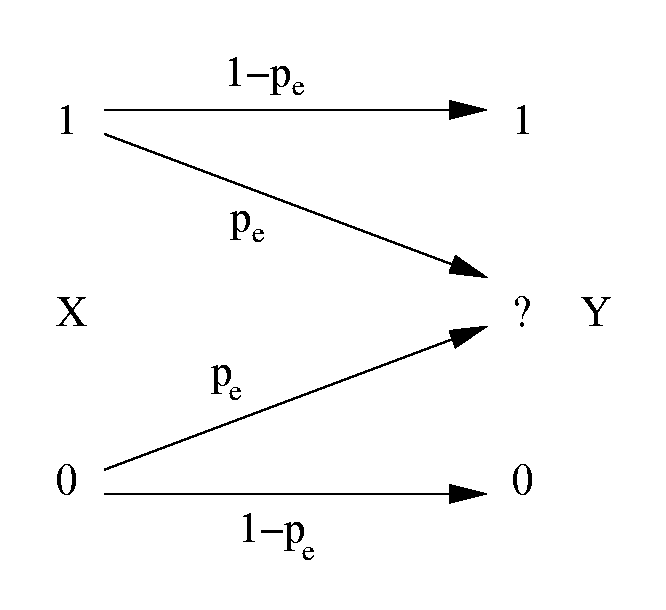
The channel model for the binary erasure channel showing a mapping from channel input X to channel output Y (with known erasure symbol ?). The probability of erasure is

قناة المحو الثنائية (بالإنجليزية: Binary Erasure Channel، اختصاراً BEC)‏ هي نموذج قناة اتصالات شائعة الاستخدام في نظرية الترميز و نظرية المعلومات. في هذا النموذج، جهاز الإرسال يرسل بت (صفر أو واحد)، والمتلقي إما يتلقى بت أو يتلقى رسالة مفادها أن البت المرسل لم يصل أو ("مسح"). وتستخدم هذه القناة في كثير من الأحيان في نظرية المعلومات لأنها واحدة من أبسط القنوات لعمليات التحليل. تم تقديم BEC لأول مرة كمثال لعبة من قبل بيتر الياس من معهد ماساتشوستس للتكنولوجيافي عام1954 .
ترتبط ارتباطاً وثيقاَ قناة المحو الثنائية بقناة حزمة المحو التي تشترك الأخيرة بالعديد من النتائج النظرية المماثلة مع قناة المحو الثنائية.

## الوصف
وBEC هي قناة ثنائية؛ وهذا يمكن أن يرسل واحد فقط من رمزين (وتسمى عادة 0 و 1). (أي أن قناة غير ثنائية ستكون قادرة على نقل أكثر من رمزين، وربما حتى عدد لا حصر له من الخيارات) إن القناة ليست مثالية، وأحيانا يحصل للبت محي، و يكون البت مُرَمّز وبالتالي فإن المتلقي ليس لديه أي فكرة عما كان البت. وBEC هوحساس للخطأ، عكس القناة الثنائية المتماثلة و ذلك يوصل البت 100% خالٍ من الأخطاء للمستقبل. ينشأ الالتباس فقط عندما يتم مسح البت. وغالباً ما تستخدم هذه القناة من قبل أصحاب النظريات لأنها واحدة من أبسط قنوات ذوي الضوضاء لتحليلها دراستها. ويمكن تخفيض العديد من المشاكل في نظرية الاتصال بواسط BEC.

## التعريف
قناة المحو المحو الثنائية مع احتمال المحو و الذي يرمز له بـ p هو قناة مع مدخل ثنائي، و مخرج ثلاثي، واحتمال المحو p. و بجعل X بان يكون متغير عشوائي {0، 1}. و Y بأن يكون متغير مستقبل {0،1، e}، حيث e هو رمز المحو. مما يجعل القناة تتميز باحتمالات شرطية.
Pr( Y = 0 | X = 0) = 1-p
Pr( Y = e | X = 0) = p
Pr( Y = 1 | X = 0) = 0
Pr( Y = 0 | X = 1) = 0
Pr( Y = e | X = 1) = p
Pr( Y = 1 | X = 1) = 1-p.

### سعة الـ BEC
سعة الـ BEC هي {\displaystyle 1-p}
بشكل بديهي {\displaystyle 1-p} يمكن أن ينظر إليه على أن يكون الحد الأعلى على قدرة القناة. لنفترض أن هناك شخص يعلم متى يخبر المصدر كلما يحصل محي للبت المنقولة. ليس هناك أي شي يمكن للمصدر القيام به لتجنب محو أي شيء، ولكن يمكن اصلاحها عند حدوثها بارسال البت بشكل متكرر من قبل المصدر حتى وصوله. على سبيل المثال، لا حاجة لـ X للترميز و بالتالي Y يقوم ببساطة بتجاهل المحو بمعرفته بان الاستقبال الناجح القادم هو ما يقصد بقيمة X التي تم محوها مسبقاً . لذى وجود الشخص المفترض يسمح لنا لتحقيق{\displaystyle 1-p} بالمعدل . متوسط هذه المعلومات الإضافية غير متوفرة بشكل طبيعي وبالتالي {\displaystyle 1-p} هو الحد الأعلى.

## قناة الحذف
قناة الحذف يجب عدم الخلط بين قناة المحو الثنائية مع قناة الحذف حيث تنتقل البتات من المرسل إلى المتلقي إما (مع احتمال {\displaystyle 1-p}) أو إسقاط دون إبلاغ المتلقي (مع احتمال {\displaystyle 1-p}).